# جون وارن
جون وارن (بالإنجليزية: John Warren)‏ هو عالم تشريح أمريكي، ولد في 6 سبتمبر 1874 في بوسطن في الولايات المتحدة، وتوفي بنفس المكان في 17 يوليو 1928 بسبب نوبة قلبية.